# 1713년 국사조칙

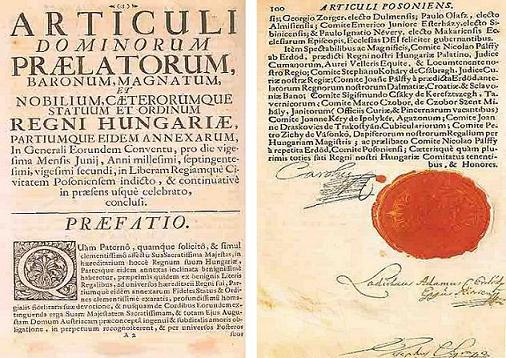
카를 6세가 서명한 1713년 국사조칙

1713년 국사조칙(國事詔勅, Pragmatic Sanction)은 오스트리아 대공국과 그와 동군연합을 이루고 있는 영토들을 상속받을 남자 상속인이 없을 경우, 통치자의 딸이 상속하며, 딸도 없을 경우에는 누이가, 누이도 없을 경우엔 고모가 상속하도록 하는 등 살리카법을 폐지하고, 준 살리카법으로의 전환을 규정한 법령이다. 신성로마제국 내에 여러 공작, 후작, 선제후들이 이에 반발하였으나 카를 6세의 무력에 의해서 국사조칙을 승인하게 되고, 그의 장녀인 마리아 테레지아 여대공이 추정상속인이 되었다. 이는 나중에 오스트리아 왕위 계승 전쟁의 원인이 된다.